# Muszczininskaja
Muszczininskaja (ros. Мущининская) – wieś w Rosji, w rejonie wożegodskim obwodu wołogodzkiego. W 2010 r. liczyła 11 mieszkańców.